# Podocarpus novae-caledoniae
Podocarpus novae-caledoniae är en barrträdart som beskrevs av Eugène Vieillard. Podocarpus novae-caledoniae ingår i släktet Podocarpus och familjen Podocarpaceae. IUCN kategoriserar arten globalt som livskraftig. Inga underarter finns listade i Catalogue of Life.